# Monika Fornaçon

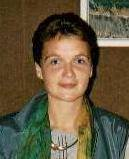
Monika Fornaçon

Monika Fornaçon (* 2. Februar 1964 als Monika Oelfke) ist eine ehemalige deutsche Fußballschiedsrichterin.

## Sportliche Karriere

### Aktiver Fußball
Von 1978 bis 1991 spielte Monika Fornaçon aktiv Fußball in Steimbke und Haßbergen im Landkreis Nienburg/Weser.

### Schiedsrichter-Karriere
Monika Fornaçon war von 1981 bis 2007 als Schiedsrichterin aktiv. Von 1991 bis 2004 war sie auf der Liste des DFB vertreten, von 1998 bis 2003 auf der Liste der FIFA. Im Jahr 2000 pfiff sie das DFB-Pokalendspiel der Frauen in Berlin. Außerdem assistierte sie dort viermal der Schiedsrichterin, 1995, 1998, 2001 und 2007. International tätig war sie neben diversen Länderspielen bei der Fußball-Europameisterschaft der Frauen 2001 in Deutschland. Monika Fornaçon war weiterhin von 1998 bis 2003 als Schiedsrichterin für Männer-Oberligaspiele zugelassen.
Von 2007 bis 2019 war Monika Fornaçon als Schiedsrichter-Beobachterin sowie im Schiedsrichterausschuss des Niedersächsischen Fußballverbandes als Beauftragte für Schiedsrichterfragen im Frauenfußball tätig. Zudem war sie bis 2019 als Schiedsrichter-Beobachterin beim Norddeutschen Fußballverband und beim DFB tätig. 
Seit 2010 ist sie als Schiedsrichter-Betreuerin beim DFB tätig.

## Privates
Monika Fornaçon ist seit 1984 verheiratet und hat zwei Kinder (geboren 1991 und 1994).